# John Carl Buechler
John Carl Buechler (Belleville, 18 giugno 1952 – Los Angeles, 18 marzo 2019) è stato un effettista, regista cinematografico e attore statunitense.
È soprattutto noto per il suo lavoro sugli effetti speciali di film come Ghoulies, Nightmare 4 - Il non risveglio, Venerdì 13 parte VII - Il sangue scorre di nuovo, Halloween 4 - Il ritorno di Michael Myers, From Beyond - Terrore dall'ignoto, Dolls, Re-Animator 2.

## Filmografia

### Effetti speciali
- Dr. Heckyl and Mr. Hype, regia di Charles B. Griffith (1980)
- La spada e la magia (Sorceress), regia di Jack Hill (1982)
- Android - Molto più che umano (Android) , regia di Aaron Lipstadt (1982)
- Deathstalker, regia di James Sbardellati (1983)
- Il demone delle galassie infernali (Ragewar), regia di David Allen, Charles Band, John Carl Buechler, Steven Ford, Peter Manoogian, Ted Nicolaou, Rosemarie Turko (1984)
- Trancers - Corsa nel tempo (Tranchers), regia di Charles Band (1984)
- Ghoulies, regia di Luca Bercovici (1984)
- Troll, regia di John Carl Buechler (1986)
- Terror vision - Visioni del terrore (TerrorVision), regia di Ted Nicolaou (1986)
- Striscia ragazza striscia (Crawlspace), regia di David Schmoeller (1986)
- From Beyond - Terrore dall'ignoto (From Beyond), regia di Stuart Gordon (1986)
- Dolls, regia di Stuart Gordon (1987)
- La morte avrà i suoi occhi (The Caller), regia di Arthur Allan Seidelman (1987)
- Ghoulies II - Il principe degli scherzi (Ghoulies II), regia di Albert Band (1987)
- Prison, regia di Renny Harlin (1987)
- Slave Girls, regia di Ken Dixon (1987)
- Ork (Cellar Dweller), regia di John Carl Buechler (1988)
- Venerdì 13 parte VII - Il sangue scorre di nuovo (Friday the 13th Part VII: The New Blood), regia di John Carl Buechler (1988)
- La città maledetta (Ghost Town), regia di Richard McCarthy (1988)
- Nightmare 4 - Il non risveglio (A Nightmare on Elm Street 4: The Dream Master), regia di Renny Harlin (1988)
- Halloween 4 - Il ritorno di Michael Myers (Halloween 4: The Return of Michael Myers), regia di Dwight H. Little (1988)
- Vampiri (To Die For), regia di Deran Sarafian (1988)
- Re-Animator 2, regia di Brian Yuzna (1989)
- Ghoulies III - Anche i mostri vanno al college (Ghoulies III: Ghoulies Go to College), regia di John Carl Buechler (1991)
- Giocattoli infernali (Demonic Toys), regia di Peter Manoogian (1992)
- Alla radice del male (Seedpeople), regia di Peter Manoogian (1992)
- Red Rock West, regia di John Dahl (1993)
- Carnosaur - La distruzione, regia di Adam Simon e Darren Moloney (1993)
- Scanner Cop, regia di Pierre David (1994)
- Piranha - La morte viene dall'acqua, regia di Scott P. Levy - film TV (1995)
- Curse of the Forty-Niner, regia di John Carl Buechler (2002)
- A Light in the Forest, regia di John Carl Buechler (2003)
- Gingerdead Man (The Gingerdead Man), regia di Charles Band (2005)
- The Strange Case of Dr. Jekyll and Mr. Hyde, regia di John Carl Buechler (2006)

### Regia
- Demons of the Dead, episodio del film Il demone delle galassie infernali (Ragewar) (1984)
- Troll (1986)
- Ork (Cellar Dweller) (1988)
- Venerdì 13 parte VII - Il sangue scorre di nuovo (Friday the 13th Part VII: The New Blood) (1988)
- Ghoulies III - Anche i mostri vanno al college (Ghoulies III: Ghoulies Go to College) (1991)
- Watchers Reborn (1998)
- Deep Freeze (2002)
- Curse of the Forty-Niner (2002)
- A Light in the Forest (2003)
- Grandpa's Place (2004)
- Saurian - film TV (2006)
- The Eden Formula - film TV (2006)
- The Strange Case of Dr. Jekyll and Mr. Hyde (2006)